# الربوة (حمص)
الربوة قرية في ناحية خربة تين نور التابعة لمنطقة حمص في محافظة حمص. تقع غرب مدينة حمص ، تبعد قرية الربوة حوالي 15 كم عن مركز مدينة حمص
وتحيط بها عدد من القرى كتنونة وخربة التين نور وبلغ عدد سكان الربوة حوالي 8200 نسمة في عام 2017 ميلادي 
ويحد الربوة من الجهة الشمال سد تنونة حيث يعد مصدر لحرفة الصيد المحلية كما يعمل سكان القرية في مجال الخدمات والتجارة إلى جانب الزراعة التي تعد الحرفة الرئيسية لسكان القرية.
شهدت الربوة أم كما يطلق عليها من قبل ساكنيها الدلبوز حركة سياحية وذلك منذ 2014م وذلك لتوافد مقيمين جدد إليها وخاصةً من قرية الرقة في محافظة حمص  بالإضافة إلى رجوع المغتربين عنها 
بقلم أحمد المحامي